# 4005 Dyagilev
A 4005 Dyagilev (ideiglenes jelöléssel 1972 TC2) a Naprendszer kisbolygóövében található aszteroida. Ljudmilla Vasziljevna Zsuravljova fedezte fel 1972. október 8-án.